# 19 -Road to AMAZING WORLD-
《19 -Road to AMAZING WORLD-》（19 -邁向璀璨世界-）是日本演唱團體放浪兄弟的第10張原創專輯。2015年3月25日發行，唱片公司為rhythm zone。

## 概要
- 與上一張原創專輯《EXILE JAPAN/Solo》相距約3年，亦是EXILE HIRO退居幕後、新成員岩田剛典、白濱亞嵐、關口MANDY、世界、佐藤大樹加入，新生放浪兄弟（第四章）的首張原創專輯。
- 收錄第39張單曲《ALL NIGHT LONG》至第45張單曲《熱情之花》7首A面曲和3首B面曲；精選專輯《EXILE BEST HITS -LOVE SIDE / SOUL SIDE-》收錄曲《Bloom》和新曲等，共14首曲目。
- 本作分「初回限定盤（2CDs+2Blue-rays）」、「初回限定盤（2CD+2DVDs）」、「初回限定盤（CD+Blue-ray）」、「初回限定盤（CD+DVD）」、「CD盤（CD Only）」5種版本。
- 專輯以雙CD發行，Disc 2為《EXILE REMIX DISC》，收錄多首曲目的混音版本。
- DVD收錄了全14首曲目的Music Video，並收錄EXILE HIRO退居幕後，招募新成員等幕後花絮《19 -Road to AMAZING WORLD- Document》。
- 在4月6日於公信榜專輯週排行榜取得第1位，通算第16張專輯於週排行榜取得第1位。

## 收錄內容

### CD
1. ALL NIGHT LONG
（作詞：ATSUSHI、作曲：SIRIUS, TESUNG Kim, ANDREW Choi）
39th單曲、GREE《聖戦ケルベロス》電視廣告歌曲
2. BOW & ARROWS
（作詞：michico、作曲：T.Kura, michico、編曲：T.Kura）
40th單曲、富士通「ARROWS」品牌形象歌曲
3. 宛如那片天空的星光…（あの空の星のように…）
（作詞：ATSUSHI、作曲：Arno Lucas, Jerome Dufour, Kenji Sano、編曲：Yuta Nakano）
40th單曲、富士通「FMV」品牌形象歌曲
《BOW & ARROWS》的B面曲
4. Bloom
（作詞：作詞：Seiji Odake、作曲：ATSUSHI、編曲：中野雄太）
《EXILE BEST HITS -LOVE SIDE / SOUL SIDE-》收錄曲
5. 放浪榮耀 ～因為如此深愛這世界～（EXILE PRIDE 〜こんな世界を愛するため〜）
（作詞：ATSUSHI、作曲：Sean “PHEKOO” Phekoo 、編曲：POCHI）
41st單曲、久光製藥「エアーサロンパス」電視廣告歌曲、富士通「docomo 智慧型手機ARROWS NX F-06E」電視廣告歌曲、豐田汽車「TOYOTA HYBRID DRIVE to 2020」電視廣告歌曲
6. Flower Song
（作詞：ATSUSHI、作曲：Magnus Funemyr, Yoichiro Nomura、編曲：Magnus Furemyr）
42nd單曲、日本電視台連續劇《35歲的高中生》主題曲
7. No Limit
（作詞：ATSUSHI、作曲：BACHLOGIC・FAST LANE・TESUNG KIM & ANDREW CHOI）
43rd單曲、零系可口可樂「Endless Crave篇」和「Endless Crave -No Limit-篇」電視廣告歌曲
8. PERFORMER'S PRIDE
（作曲：T.Kura）
41th單曲、《放浪榮耀 ～因為如此深愛這世界～》的B面曲。
9. NEW HORIZON
（作詞：ATSUSHI、作曲：Erik Lidbom、編曲：POCHI）
44th單曲、「御台場新大陸2014」主題曲、ABC-MART「adidas CLIMACOOL」電視廣告歌曲
岩田剛典、白濱亞嵐、關口MANDY、世界、佐藤大樹加入後第一張單曲
10. Craving In My Soul
（作詞：michico、作曲：T.Kura・michico、編曲：T.Kura）
44th單曲、日本可口可樂「Coca Cola Zero Limit」電視廣告歌曲、久光製薬「エアーサロンパス 15Sec」電視廣告歌曲
《NEW HORIZON》B面曲
11. 熱情之花（情熱の花）
（作詞：ATSUSHI、作曲：沖仁）
45th單曲、日本電視台節目『スッキリ!!』2015年3月份片尾曲
12. DANCE INTO FANTASY
（作詞：SAKURA、作曲：T.Kura・SAKURA）
13. Believe in Yourself
（作詞：SAKURA、作曲：Arno Lucas・Jerome Dufour）
14. 在悲傷的盡頭…（悲しみの果てに・・・）
（作詞：ATSUSHI、作曲：FAST LANE・TESUNG KIM・ANDREW CHOI）

### CD（Disc 2）
1. ALL NIGHT LONG -Yves V Remix-
2. ALL NIGHT LONG -Lush & Simon Remix-
3. BOW & ARROWS -Sunnery James & Ryan Marciano Remix-
4. 放浪榮耀 ～因為如此深愛這世界～ -Nicky Romero Remix-
5. No Limit -Sick Individuals Remix-
6. Craving In My Soul -Stadiumx Remix-

### DVD （Blue-rays、DVD）
Disc 1
1. ALL NIGHT LONG [Music Video]
2. BOW & ARROWS [Music Video]
3. 宛如那片天空的星光… [Music Video]
4. Bloom [Music Video]
5. 放浪榮耀 ～因為如此深愛這世界～ [Music Video]
6. Flower Song [Music Video]
7. No Limit [Music Video]
8. PERFORMER'S PRIDE [Music Video]
9. NEW HORIZON [Music Video]
10. Craving In My Soul [Music Video]
11. 熱情之花 [Music Video]
12. DANCE INTO FANTASY [Music Video]
13. Believe in Yourself [Music Video]
14. 在悲傷的盡頭… [Music Video]

Disc 2
1. 19 -Road to AMAZING WORLD- Document